# جبانة الشرف (الحد)

تعديل مصدري - تعديل

جبانة الشرف هي إحدى قرى عزلة الحد بمديرية الحد التابعة لمحافظة لحج، بلغ تعداد سكانها 248 نسمة حسب تعداد اليمن لعام 2004.